# 新波尔塔夫卡 (扎波罗热州)
47°15′44″N 36°16′52″E / 47.26222°N 36.28111°E
新波爾塔夫卡是位於烏克蘭東南部的村莊，由扎波羅熱州別爾江斯克區的切爾尼希夫卡市鎮負責管轄。該村處於卡恩庫拉克河畔，始建於1862年，面積0.03平方公里，海拔高度202米，2001年人口1,461。